# شهرآورد دل سوله
 شهرآورد دل سوله (به ایتالیایی: Derby del Sole) به معنای شهرآورد خورشید، که با عنوان شهرآورد دل سود (به ایتالیایی: Derby del Sud) نیز شناخته می‌شود، به دیدار بین دو تیم آ.اس. رم و ناپولی گفته می‌شود. این دو تیم محبوب‌ترین تیم‌های خارج از محدودهٔ شمال ایتالیا (قلب فوتبال ایتالیا) محسوب می‌شوند. آ.اس. رم در بخش مرکزی ایتالیا و ناپولی در بخش جنوبی ایتالیا واقع شده‌است.

## آمار
تا تاریخ ۲۱ مارس ۲۰۲۱
در زیر آمار کلی بازی‌های بین ناپولی و آ.اس. رم در مسابقات رسمی ارائه شده‌است.
| رقابت            | بازی | برد آ.اس. رم | تساوی | برد ناپولی |
| ---------------- | ---- | ------------ | ----- | ---------- |
| سری آ            | ۱۴۹  | ۵۱           | ۵۱    | ۴۷         |
| جام حذفی ایتالیا | ۱۷   | ۱۱           | ۲     | ۴          |
| جام CONI         | ۲    | ۱            | ۰     | ۱          |
| مجموع            | ۱۶۸  | ۶۳           | ۵۳    | ۵۲         |